# Vodîcikî, Hmelnîțkîi
Vodîcikî (în ucraineană Водички) este localitatea de reședință a comunei Vodîcikî din raionul Hmelnîțkîi, regiunea Hmelnîțkîi, Ucraina.

## Demografie
Componența lingvistică a localității Vodîcikî
     Ucraineană (96,31%)
     Rusă (3,47%)
Conform recensământului din 2001, majoritatea populației localității Vodîcikî era vorbitoare de ucraineană (96,31%), existând în minoritate și vorbitori de rusă (3,47%).